# Michael Carrick
Michael Carrick (* 28. Juli 1981 in Wallsend) ist ein ehemaliger englischer Fußballspieler und heutiger -trainer. Er spielte 12 Jahre für Manchester United in der Premier League. Der zentrale, zumeist defensiv orientierte Mittelfeldspieler begann seine Profilaufbahn in London bei West Ham United und Tottenham Hotspur. Mit United feierte er danach mit fünf englischen Meisterschaften (2007, 2008, 2009, 2011, 2013) sowie in der Saison 2007/08 mit dem Gewinn der Champions League seine größten Erfolge. Im Sommer 2018 beendete er seine Karriere als Fußballprofi und wurde Trainer.
Mit der englischen Nationalmannschaft nahm er 2006 und 2010 jeweils an den WM-Endrundenturnieren in Deutschland und Südafrika teil. Dabei kam er jedoch nur in einem Spiel zum Einsatz und stand zumeist im Schatten von Konkurrenten wie Steven Gerrard, Frank Lampard oder Gareth Barry. Seine Stärken lagen im Pass- und Stellungsspiel sowie einer guten Ballkontrolle.

## Spielerkarriere

### West Ham United (1997–2004)
Carrick besuchte die Wallsend's Burnside Community High School und machte dort im Jahr 1997 mit dem GCSE (General Certificate of Secondary Education) seinen Schulabschluss. Er wurde von mehreren Fußballvereinen umworben und entschied sich dann für den Klub West Ham United. Bereits in jungen Jahren trat er bei einer Fernsehsendung auf, in der das Leben von jungen Fußballspielern porträtiert wurde. Er gewann mit einer Nachwuchsmannschaft im Jahre 1999 den FA Youth Cup und besiegte dabei Coventry City mit dem Rekordergebnis – bezogen auf diesen Wettbewerb – von 9:0. Im August 1999 gab er für die Profimannschaft seinen Einstand und wurde beim 3:0-Sieg gegen Bradford City für Rio Ferdinand eingewechselt. Unterbrochen von nur zwei jeweils einmonatigen Ausleihperioden bei Swindon Town und Birmingham City spielte er langjährig für West Ham United und blieb auch nach dem Abstieg im Jahr 2003 noch für ein weiteres Jahr bei West Ham, wohingegen andere hochkarätige Spieler wie Joe Cole, Jermain Defoe und Frédéric Kanouté sofort den Verein verließen.

### Tottenham Hotspur (2004–2006)
Carrick wechselte im August 2004 für eine geschätzte Ablösesumme in Höhe von 3,5 Millionen Pfund zu Tottenham Hotspur, wobei sich auch andere prominente Erstligisten an einer Verpflichtung interessiert gezeigt hatten. Nach anfänglich kleineren Blessuren wurde er schnell zum Fixpunkt im Mittelfeld seines neuen Vereins, der seinen Kader zunehmend verjüngt hatte. Dabei war er gleichsam als Spielgestalter für die kreativen Momente und im Abwehrverhalten für Ballgewinne zuständig.
In der Saison 2005/06 gelang ihm im Heimspiel gegen den AFC Sunderland mit dem späten Siegtreffer sein erstes Tor und beim 2:1 gegen Manchester City ließ er einen zweiten Treffer folgen. Carricks gute Leistungen wurden von der Fachwelt als mitentscheidend für Tottenhams nach oben zeigende Formkurve angesehen. Bei Bedarf agierte entweder im defensiven oder offensiven Mittelfeld und seine verbesserten Freistöße stellten eine immer größere Gefahr für gegnerische Abwehrreihen dar.

### Manchester United (2006–2018)
Am 31. Juli 2006 heuerte Carrick bei Manchester United an. Im „Verhandlungspoker“ war dabei zunächst ein 10-Millionen-Pfund-Angebot abgelehnt worden und erst nach deutlicher Nachbesserung von „United“ kam es zu einer Einigung – die Transferentschädigung bestand nun aus einer Sofortzahlung von 14 Millionen Pfund plus erfolgsabhängiger Bonuszahlungen in Höhe von weiteren 4,6 Millionen Pfund.
Am 23. August 2006 kam er beim 3:0-Auswärtssieg in der Premier League per Einwechslung zu seinem Debüt für United und nur drei Tage später stand er erstmals in der Startelf. An der Seite von Paul Scholes war er fortan im zentralen Mittelfeld gesetzt und wurde nur kurzzeitig bei einer Verletzung von dem Iren John O’Shea oder dem Schotten Darren Fletcher vertreten. Er gewann auf Anhieb die englische Meisterschaft und als weiterer Höhepunkt galt der 7:1-Sieg in der Champions League gegen den AS Rom, bei dem auch Carrick zwei Weitschusstore gelangen – im Halbfinale scheiterte das Team dann am AC Mailand. Mit den Verpflichtungen von Owen Hargreaves und Anderson erhielt Carrick weitere Konkurrenz auf seiner Position und auch ein Ellbogenbruch im Oktober 2007 gegen den AS Rom ließen die sportlichen Aussichten zunächst schlechter erscheinen. Nach seinem Comeback im November 2007 blieb er jedoch als „Balleroberer“ im Mittelfeld eine zentrale Figur, gewann zum zweiten Mal in Folge die englische Meisterschaft und stand am 21. Mai 2008 gegen den FC Chelsea im Champions-League-Endspiel. Er bestritt die gesamten 120 Minuten und verwandelte im letztlich siegreichen Elfmeterschießen den zweiten Strafstoß für United. Vier Tage zuvor hatte er einen neuen Fünfjahresvertrag in Manchester unterschrieben. Auch bei der Komplettierung des „Premier-League-Titelhattricks“ im Jahr 2009 spielte Carrick eine zentrale Rolle und sorgte mit dem 2:1-Siegtreffer in der 86. Minute bei Wigan Athletic dafür, dass sein Team zwei Partien vor Ende der Saison einen nahezu sicheren 6-Punkte-Vorsprung vor dem härtesten Konkurrenten FC Liverpool hatte. Die Titelverteidigung in der Champions League misslang, da United am 27. Mai 2009 nach enttäuschender Finalleistung mit 0:2 gegen den FC Barcelona unterlag. An dem Gewinn des Ligapokals im selben Jahr hatte er nur wenig Anteil, da er lediglich im Halbfinale gegen Derby County die letzte Viertelstunde absolviert hatte.

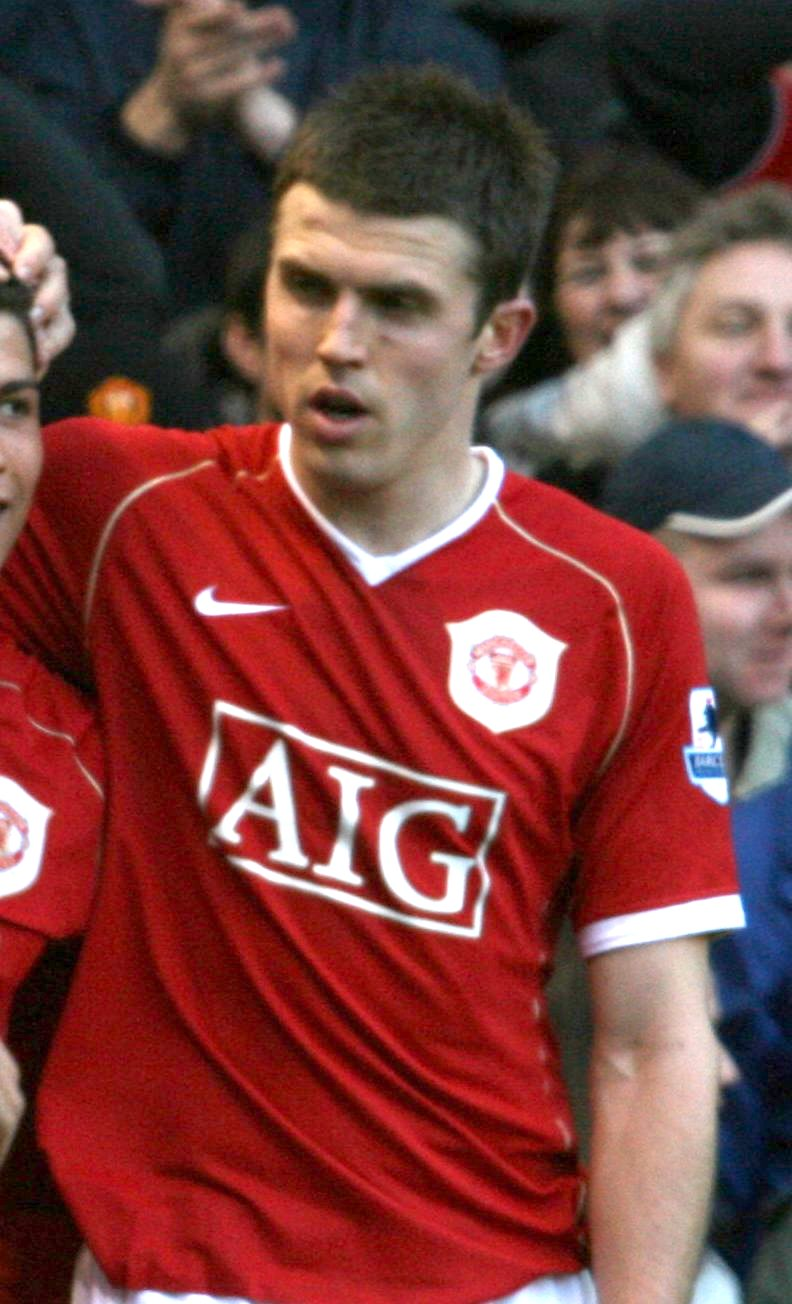
Michael Carrick, 2006

In der Saison 2009/10 trug er wesentlich mehr zum erneuten Ligapokalgewinn des Vereins bei und stand in der Finalelf, die mit 2:1 gegen Aston Villa gewann. Weitere Titelerfolge blieben aus und Carrick tat sich zunehmend schwer, seinen Mittelfeldplatz gegen aufstrebende Konkurrenz zu verteidigen. Aufgrund einer Reihe von Verletzungsproblemen in der Abwehr half Carrick zudem erstmals in seiner Profilaufbahn in einigen Partien als Innenverteidiger aus. Zudem war die gelb-rote Karte beim 3:2-Sieg beim AC Mailand in der Champions League Carricks erste Hinausstellung nach über zehn Profijahren.
Anfang März 2011 unterzeichnete der Mittelfeldspieler dennoch einen neuen Vertrag bis zum Ende der Saison 2013/14. Obwohl ihm während der Saison 2010/11 kein einziges Tor gelang, war er speziell ab Ende 2010 im zentral-defensiven Mittelfeld wieder ein wichtiger Faktor auf dem Gewinn seiner mittlerweile vierten Meisterschaft mit „United“. Die gute Form behielt er auch in der Spielzeit 2011/12 bei und ein erneut Premier-League-Erfolg wurde nur dadurch knapp verpasst, dass der Stadtrivale Manchester City in der Nachspielzeit des letzten Spieltags noch den Sieg rettete. Gemeinsam mit Neuzugang Robin van Persie, der in der Offensive die Akzente setzte, galten erneut Carricks Defensiv- und Führungsqualitäten als Schlüsselfaktoren für Manchester Uniteds mittlerweile 20. englische Meisterschaft in der Saison 2012/13. Dabei errang er die vereinsinterne Auszeichnung zum „Spieler des Jahres“ und auch in die Mannschaft des Jahres (PFA Team of the Year) wurde er gewählt.
Nach dem Weggang des langjährigen Erfolgstrainers Alex Ferguson zählte Carrick zu den vielen Spielern, die unter dem unglücklichen Nachfolger David Moyes nicht zu ihrer Form fanden. In einer titellosen Saison 2013/14, die nicht einmal die Qualifikation für einen europäischen Vereinswettbewerb einbrachte, war auch eine Achillessehnenverletzung im November 2013 dafür verantwortlich, dass Carrick mit Problemen zu kämpfen hatte. Im März 2015 verlängerte Carrick seinen Vertrag bei Manchester United bis 2016.
Am 12. März 2018 verkündete Carrick sein Karriereende nach dem Ende der Saison 2017/18.

### Englische Nationalmannschaft
Vier Jahre und drei Tage nach seinem ersten Kurzeinsatz am 25. Mai 2001 für die englische A-Nationalmannschaft gegen Mexiko kam Carrick anlässlich einer Länderspielreise durch die Vereinigten Staaten gegen den Gastgeber erstmals in der Startelf der „Three Lions“ zum Zuge. Carrick war zu diesem Zeitpunkt aber nur eine von vielen Alternativen im zentral-defensiven englischen Mittelfeld, zu denen der damalige Trainer Sven-Göran Eriksson auch beispielsweise Scott Parker und Ledley King zählte. In der Funktion des Ergänzungsspielers berief Eriksson Carrick im Mai 2006 schließlich in den englischen Kader und im Endrundenturnier selbst bestritt dieser im Achtelfinale gegen Ecuador hinter den beiden zentralen Mittelfeldspielern Frank Lampard und Steven Gerrard seine einzige Partie.
Obwohl sich Carrick in der Folgezeit beim englischen Spitzenklub Manchester United in der Stammformation etablierte, blieben seine Einsätze in der englischen Nationalelf auch unter Erikssons Nachfolgern Steve McClaren und Fabio Capello rar. Mittelfeldakteure wie Frank Lampard, Steven Gerrard, Joe Cole und Gareth Barry wurden ihm zumeist vorgezogen und zwischen zwei Spielen gegen Deutschland (1:2 im August 2007 und 2:1 nun unter Capello im November 2008) lagen knapp 15 Monate. Im Jahr 2009 kam er lediglich zu zwei Länderspielen von Beginn an – ein Freundschaftsspiel gegen Spanien (0:2) und ein für England bedeutungsloses WM-Qualifikationsspiel gegen die Ukraine (0:1). Für die anstehende Weltmeisterschaft 2010 in Südafrika berief ihn Capello in den 23 Mann fassenden Kader. Allerdings kam er im Turnier selbst nicht zum Einsatz.
Obwohl er im englischen Vereinsfußball weiter eine wichtige Rolle spielte, blieb er bei der Euro 2012 in der Ukraine und Polen von Capellos Nachfolger Roy Hodgson unberücksichtigt. Dafür verantwortlich waren auch Carricks wiederholte Aussagen, dass ihm die Rolle eines Ergänzungsspielers im Kader nicht behagte.
Am 15. August 2012 gab er nach gut einem Jahr gegen Italien (2:1) sein Comeback für England und auf dem Weg zur erfolgreichen Qualifikation für die WM 2014 in Brasilien stand er häufiger in der Startelf (darunter beim entscheidenden 2:0-Sieg gegen Polen). Die schwachen Darbietungen in dem schwierigen Umfeld von Manchester United in der Saison 2013/14 sorgten dennoch dafür, dass ihm die Berufung in den Kader verwehrt blieb.

## Trainerkarriere
Nach seinem Karriereende wurde Carrick zur Saison 2018/19 bei Manchester United Co-Trainer von José Mourinho. Ab Dezember 2018 arbeitete er unter dem neuen Cheftrainer Ole Gunnar Solskjær. Nachdem sich der Verein Ende November 2021 von Solskjær getrennt hatte, übernahm Carrick die Mannschaft als Interimstrainer. Er betreute die Mannschaft bei einem 2:1-Sieg in der Champions League gegen den FC Villarreal, womit vorzeitig das Achtelfinale erreicht wurde, einem 1:1-Unentschieden gegen den FC Chelsea sowie einem 3:2-Sieg gegen den FC Arsenal. Anschließend wurde Ralf Rangnick neuer Cheftrainer, woraufhin er entschied, den Verein nach fast 15 ½ Jahren zu verlassen. Rangnick äußerte, dass er gerne mit Carrick zusammengearbeitet hätte.
Im Oktober 2022 wurde Carrick als neuer Cheftrainer des Zweitligisten FC Middlesbrough vorgestellt. Der mit Aufstiegsambitionen in die Saison gestartete Klub stand zum Zeitpunkt von Carricks Verpflichtung nach 16 Spieltagen mit 17 Punkten einen Platz vor den Abstiegsrängen. Am Saisonende 2024/25 trennte sich der Verein von ihm, nachdem man die Saison auf Platz 10 beendete.

## Titel/Auszeichnungen
- Champions-League-Sieger: 2008
- Europa-League-Sieger: 2017
- FIFA-Klub-Weltmeister: 2008
- Englischer Meister (5): 2007, 2008, 2009, 2011, 2013
- FA-Cup-Sieger: 2016
- Englischer Ligapokalsieger (2): 2010, 2017
- FA Youth Cup: 1999
- FA Community Shield (6): 2007, 2008, 2010, 2011, 2013, 2016
- PFA Team of the Year (2): 2003/04 (2. Liga), 2012/13 (1. Liga)